# Tyrannochthonius semihorridus
Tyrannochthonius semihorridus är en spindeldjursart som först beskrevs av Beier 1969.  Tyrannochthonius semihorridus ingår i släktet Tyrannochthonius och familjen käkklokrypare. Inga underarter finns listade i Catalogue of Life.